# 王家襄

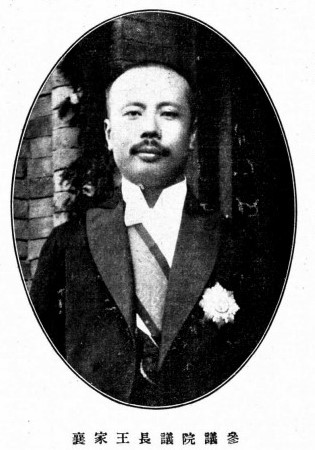
《民国之精华》中的參議院議長王家襄

王家襄（1872年10月27日—1928年6月16日），字幼山，浙江绍兴人。中华民国政治人物，曾任民元国会参议院议长。

## 生平

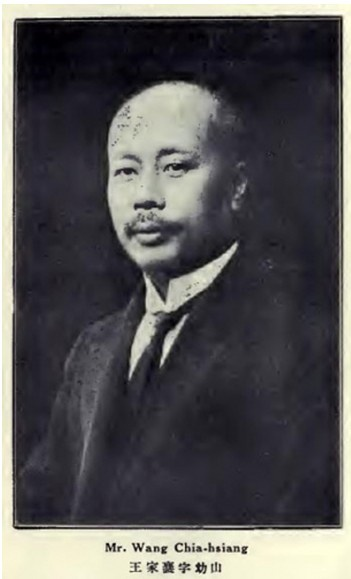
《中国名人录（第三版）》中的王家襄照片

王家襄幼年时母亲去世。12岁时，他随父亲到任所，其父延请名师教育他。父亲病逝后，他扶灵柩回到家乡。此后他参加科举屡试不中，遂改学法律。清朝光绪三十年（1904年），他以县丞分发江苏。不久，他官费留学日本，入日本警视厅特设警察专科学校学习。在日本学习期间，他主编了《中国警察讲义录》。光绪三十二年（1906年）他毕业归国，任浙江全省巡警局参议。光绪三十三年（1907年），绍兴巡警局设立，他任该局总理。不久，他任浙江巡警学堂教习兼提调，浙江全省警察总办。宣统元年（1909年），他任浙江谘议局议员。宣统三年（1911年），他任吉林巡警总办。
民国元年（1912年）4月，王家襄当选浙江省临时议会临时参议员。同年5月，参加共和党并当选理事。民国二年（1913年），当选民元国会参议院议员、国会宪法起草委员会委员，继而任参议院议长。同年5月，共和党、统一党、民主党合并成立进步党，王家襄任进步党党务部部长。民国三年（1914年）5月，任参政院参政、副议长、制宪委员会委员、总统选举委员会主席。
民国五年（1916年），袁世凯去世。同年8月，国会第一次恢复，王家襄继续任参议院议长兼宪法会议议长。同年冬，和梁启超等人组织宪法研究会。民国6年（1917年）初，任河南中福矿务公司督办。民国7年（1918年），参与发起成立和平期成会。民国11年（1922年）8月，国会第二次恢复时，王家襄继续任参议院议长。同年10月，依法退任议长职，但仍任议员，并专任中福矿务公司督办。后来，他因为不满曹锟贿选而离开北京。民国13年（1924年），退居天津。
民国17年（1928年）6月16日，王家襄在北京协和医院病逝。

## 家庭
- 父：王官亮，字卧山，清末举人，曾署河南怀庆府知府。[1][2]